# Condado de Garfield (Nebraska)
O Condado de Garfield é um dos 93 condados do estado norte-americano de Nebraska. A sede do condado é Burwell, que é também a sua maior cidade. O condado tem uma área de 1479 km² (dos quais 3 km² estão cobertos por água), uma população de 1902 habitantes, e uma densidade populacional de 6 hab/km² (segundo o censo nacional de 2000). Foi fundado em 1884 e recebeu o seu nome em homenagem a James Abram Garfield (1831-1881), que foi o 20.º presidente dos Estados Unidos (1881).